# 738

## Събития
- Край на управлението на Кормесий. На негово място идва Севар.